# Titus Quinctius Flamininus
Titus Quinctius Flamininus (228 př. n. l. – 174 př. n. l.) byl římský politik a vojevůdce, který zvítězil nad makedonským králem Filipem V. v druhé makedonské válce.
Flamininus sloužil jako vojenský tribun ve druhé punské válce. V roce 203 př. n. l. zastával v Římě úřad kurulského aedila a v roce 199 př. n. l. vykonával quaesturu. V témže roce byl zvolen konzulem, třebaže mu v té době bylo jen něco málo kolem 30 let a nesplňoval tedy podmínku dosaženého věku pro vykonávání tohoto úřadu. Podle Livia se tribuni Marcus Fulvius a Manius Curius veřejně postavili proti jeho kandidatuře, neboť byl právě quaestorem, avšak senát jejich námitky odmítl a lidové shromáždění zvolilo Flaminina společně se Sextem Aeliem Paulem za konzula pro následující rok.
Po nástupu do konzulského úřadu byl určen k vystřídání dosavadního konzula Publia Sulpicia Galby, jenž velel římskému vojsku operujícímu v Řecku proti makedonskému králi Filipovi V. Flamininus se energicky ujal velení a vypudil Filipa z většiny Řecka (kromě několika pevností). Poté, co jej porazil také v Ilýrii, se Flamininus, jehož volební období se již nachýlilo ke konci, pokusil s makedonským králem vyjednat uzavření míru. V průběhu vyjednávání jej ale senát ustavil prokonzul, což Flamininovi dodalo patřičnou autoritu k pokračování ve válce. V roce 197 př. n. l. porazil Filipa v bitvě u Kynoskefal v Thesálii, kde římská legie prokázala zastaralost koncepce makedonské falangy. Filip byl přinucen kapitulovat. Následně vyklidil své pozice v Řecku a zaplatil Římu 1000 talentů válečných kontribucí. Jeho království však zůstalo nedotčeno, neboť mělo chránit Řecko před útoky Ilyrů a jiných barbarů. Tím byl ovšem popuzen aitólský spolek, řecký spojenec Římanů, který žádal, aby makedonské království bylo zcela zničeno.
V letech 197 až 194 př. n. l. Flamininus přímo rozhodoval o politických záležitostech řeckých měst. V roce 196 př. n. l. vystoupil na isthmických hrách v Korintě a prohlásil řecké obce za svobodné. Protože mluvil plynně řecky a byl velkým obdivovatelem řecké kultury, oslavovali ho Helénové jako svého osvoboditele. Dokonce nechali razit jeho portrét na mince a v některých obcích ho uctívali jako boha. Podle Livia bylo vyhlášení řecké svobody projevem Flamininova nesobeckého helenofilství. Nicméně, jak se zdá, Flamininus chápal proklamovanou svobodu spíše jako osvobození řecké aristokracie z útlaku makedonského krále. Společně se svými řeckými spojenci dobyl a vyplenil Spartu, načež se triumfálně vrátil do Říma i s 1200 osvobozenými otroky, kteří byli zajati a prodáni do Řecka během druhé punské války.
Když pergamský král Eumenés II. požádal Řím o pomoc proti expanzi seleukovského panovníka Antiocha III., byl Flamininus v roce 192 př. n. l. vyslán senátem k Antiochovi, aby ho varoval před zásahy do řeckých záležitostí. Antiochos však zpochybnil právo Římanů mluvit za Řeky a slíbil, že sám opustí Řecko, jen pokud Římané učiní totéž. Vyjednávání tudíž ztroskotalo a Řím vyhlásil Antiochovi válku. V roce 191 př. n. l. se Flamininus zúčastnil bitvy u Thermopyl, v níž byl Antiochos Římany poražen.
V roce 183 př. n. l. byl opět vyslán na východ tentokrát k bithýnskému králi Prusiovi I., aby s ním vyjednal zajetí Hannibala, který tehdy právě pobýval na králově dvoře. Avšak dříve než tak stačil učinit, spáchal Hannibal sebevraždu. O dalších Flamininových osudech není již nic známo a v roce 174 př. n. l. zřejmě umírá.